# Kampimoseiulella
Kampimoseiulella es un género de ácaros perteneciente a la familia Phytoseiidae.

## Especies
El género contiene las siguientes especies:
- Kampimoseiulella altusus (van der Merwe, 1968)
- Kampimoseiulella reburrus (van der Merwe, 1968)